# قلعه‌نو (اندیمشک)
قلعه‌نو روستایی در دهستان مازو بخش الوارگرمسیری شهرستان اندیمشک استان خوزستان ایران است.

## جمعیت
بر پایه سرشماری عمومی نفوس و مسکن در سال ۱۳۹۵ جمعیت این روستا ۱۴ نفر (۵خانوار) بوده‌است.